# Kōchō jūnisen
Kōchō jūnisen (皇朝十二銭?), también conocido como Honchō jūnisen (本朝十二銭?) o Kōchō jūnimonsen (皇朝十二文銭?) es el nombre genérico de las doce primeras emisiones de monedas acuñadas en Japón entre los años 708 y 963, durante las eras Nara y Heian, caracterizadas por su orificio cuadrado en el centro, inspirado en el modelo chino.

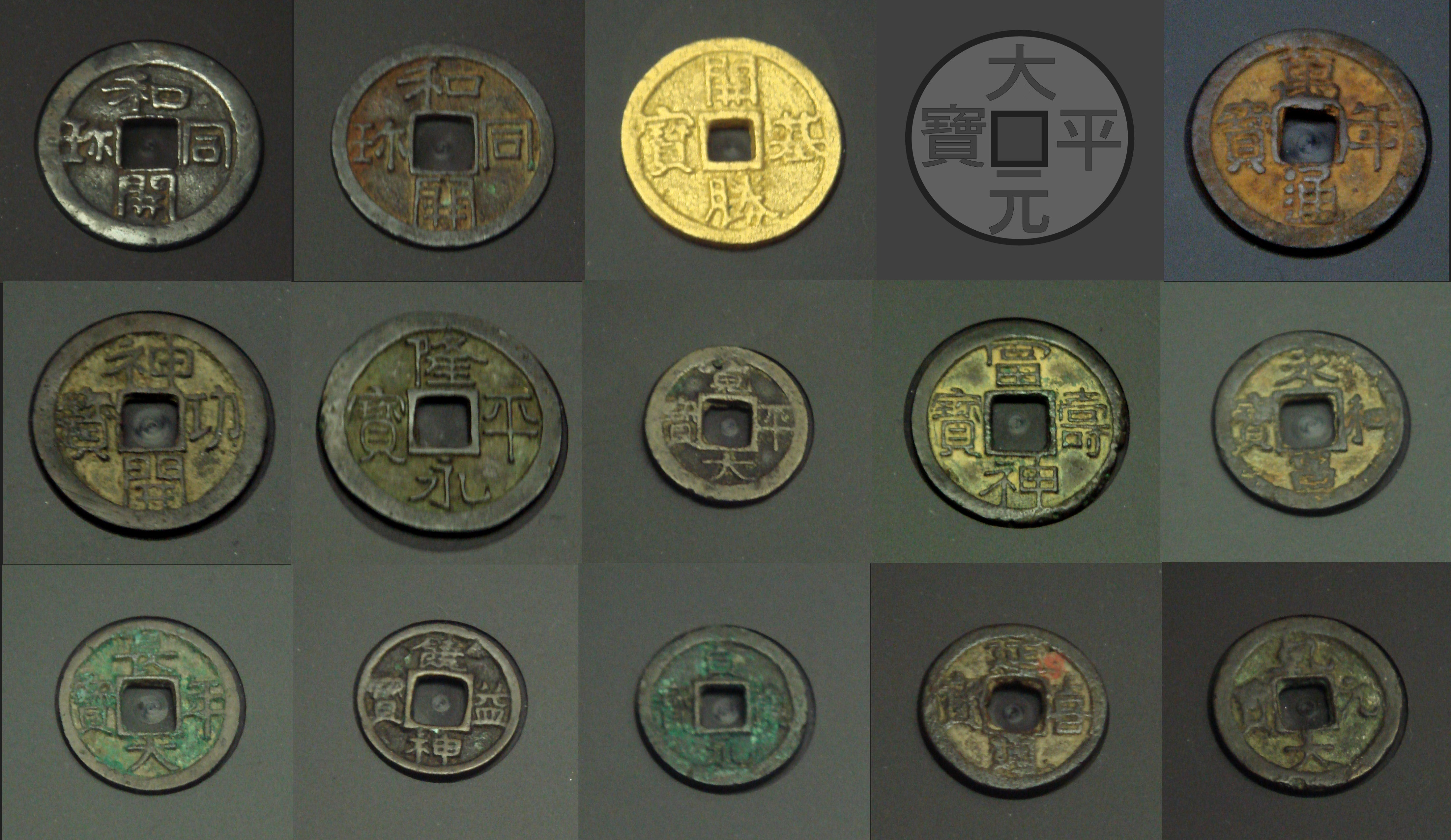
Emisiones de kōchō jūnisen.
Arriba (izquierda a derecha): Wadōkaichin de plata, Wadōkaichin de cobre, Kaikishōhō de oro (réplica), Taiheigenpō de plata, Mannentsūhō de cobre.
Centro (izquierda a derecha): Jingūkaihō, Ryūheieihō, Kanpeitaihō, Fujushinpō, Jōwashōhō.
Abajo (izquierda a derecha): Chōnentaihō, Jōekishinpō, Jōganeihō, Engitsūhō, Kengentaihō.

Producto del fuerte intercambio cultural y diplomático de las misiones japonesas a China imperial durante el siglo VII, los embajadores japoneses introdujeron muchas costumbres provenientes de la dinastía Tang de China, incluyendo el uso de la moneda. En Tang se usaba como moneda el Kai Yuan Tong Bao, acuñado por orden del Emperador Gaozu de Tang en 621, y sirvió de modelo para aplicar una versión similar en Japón.
Es así que en 708, por orden de la Emperatriz Genmei, se acuña la primera serie de monedas denominada con el nombre de Wadōkaichin. Cada cierto tiempo, se crearon nuevas emisiones con el fin de suplir el faltante de monedas Wadōkaichin, pero en 958 se emitió la última serie Kengentaihō, quedando un lapso de alrededor de 600 años sin nuevas acuñaciones y no fue hasta 1608 que toda la serie fue reemplazada por el Keichōtsūho, durante el período Edo.

## Lista de monedas
1. Wadōkaichin (acuñado en 708, Wadō gannen)
2. Mannentsūhō (760, Tenpyō-hōji 4)
3. Jingūkaihō (765, Tenpyō-jingo gannen)
4. Kanpeitaihō (796, Enryaku 15)
5. Fujushinpō (818, Kōnin 9)
6. Jōwashōhō (835, Jōwa 2)
7. Chōnentaihō (848, Kashō gannen)
8. Jōekishinpō (859, Jōgan gannen)
9. Jōganeihō (870, Jōgan 12)
10. Kanpyōtaihō (890, Kanpyō 2)
11. Engitsūhō (907, Engi 7)
12. Kengentaihō (958, Tentoku 2)